# De Broederketen
De Broederketen was een weekblad voor leden van de Orde van Vrijmetselaren, dat heeft bestaan van 1922 tot 1937.

## Ontstaan
De Broederketen was de opvolger van weekbladen als het Maçonniek Weekblad en L’Union Fraternelle, en is op zijn beurt opgevolgd door het Algemeen Maçonniek Tijdschrift. Het blad was een initiatief van onder meer J.H. Carpentier Alting, die ook de eerste hoofdredacteur was. Later heeft het blad vooral gedreven op de inspanningen van de conservator A.J. Hooiberg.

## Inhoud
Het weekblad bracht maçonniek nieuws uit binnen- en buitenland, berichten uit de internationale pers, en boekbesprekingen.